# Chaetellipsis pretiosa
Chaetellipsis pretiosa är en tvåvingeart som först beskrevs av Erich Martin Hering 1938. Chaetellipsis pretiosa ingår i släktet Chaetellipsis och familjen borrflugor.
Artens utbredningsområde är Myanmar. Inga underarter finns listade i Catalogue of Life.